# Цирк володаря звірів
Цирк володаря звірів (англ. Beast Master's Circus) — науково-фантастичний роман американської письменниці Андре Нортон та новозеландської письменниці Лін Мак-Кончі, вперше опублікований 2004 року.
Четверта книга серії «Володар звірів»; про бувшого розвідника, який може керувати тваринами.

## Зміст
Агент Гільдії Злодіїв Дедран викрадає генномодифікованих звірів у повелителів тварин на різних планетах.
У цьому йому допомагає володар звірів-ренегат Грегор, який після втрати своєї команди на війні, не отримав нову, оступився і втратив дар спілкування з тваринами.
При викраденнях, володарі звірів часто гинуть, а їхні тварини розлучені з господарем теж.
Однак Дедран накопичує генний матеріал і не полишає спроб.
На допоміжних завданнях він використовує, викуплену з табору біженців, дівчину-сироту Ларіс.
Ларіс вміє поводитись з тваринами і одного разу підібрала вуличне котеня Прайо, з яким налагодила телепатичний зв'язок, який тримає в секреті від усіх.
Цирк відвідує Арзор, де Ларіс по завданню Дедрана знайомиться з сімейством Куейдів.
Вона закохується в молодого Логана.
Після відбуття з планети, Грегор, використовуючи інформацію Ларіс, наймає двох грабіжників з власним космічним кораблем Ідіну та Баріса, та проводить напад на ранчо Стормів та плем'я нітра, де гостює Тані з її командою.
Він викрадає більшість тварин, завдаючи серйозних поранень Логану та кішці Суррі.
Ідін та Баріс залишають собі священні коштовності нітра.
Вони покидають Арзор, і їх корабель вдається вислідити на планеті Трастор.
Космічний Патруль змушує губернатора Андерса розшукувати їх, і вони «залягають на дно» в цирку Дедрана.
Сторм, Тані та Логан прилітають на Трастор і допомагають пошукам.
Ларіс опікується викраденими звірями, але не допомагає пошукам, бо боїться за власну безпеку та безпеку Прайо.
Зрештою, вона зізнається Сторму і поліція влаштовує облаву в цирку.
Грегор, який шукав шляхи встановлення контакту із викраденими сурикатами, в останній момент вирішує врятувати звірів і розміновує їхні клітки, але сам гине.
Квейди пробачають Ларіс і допомагають знайти її справжнє ім'я втрачене в таборах біженців.